# World Games 2017/Teilnehmer (Südafrika)
| Gelbes Symbol für Goldmedaillen mit stilisierten Olympischen Ringen | Graues Symbol für Silbermedaillen mit stilisierten Olympischen Ringen | Braundes Symbol für Bronzemedaillen mit stilisierten Olympischen Ringen |
| ------------------------------------------------------------------- | --------------------------------------------------------------------- | ----------------------------------------------------------------------- |
| —                                                                   | —                                                                     | 1                                                                       |

Südafrika nahm in Breslau an den World Games 2017, einer internationalen Mehrsportveranstaltung, teil. Die Delegation bestand aus 12 Athleten und 14 Athletinnen.

## Teilnehmer nach Sportarten

### Aerobic
| Athleten                                   | Wettbewerb | Vorrunde | Vorrunde | Finale / Platz 3 | Finale / Platz 3 | Rang |
| Athleten                                   | Wettbewerb | Punkte   | Platz    | Punkte           | Platz            | Rang |
| ------------------------------------------ | ---------- | -------- | -------- | ---------------- | ---------------- | ---- |
| Mixed                                      |            |          |          |                  |                  |      |
| Happy Ledwaba Wilson Mafona Dominique Mann | Trio       | 18,516   | 6        | ausgeschieden    | ausgeschieden    | 6    |

### Billard
| Athleten        | Wettbewerb    | 1. Runde         | 1. Runde | Viertelfinale | Viertelfinale | Halbfinale    | Halbfinale    | Finale / Platz 3 | Finale / Platz 3 | Rang          |
| Athleten        | Wettbewerb    | Gegner           | Ergebnis | Gegner        | Ergebnis      | Gegner        | Ergebnis      | Gegner           | Ergebnis         | Rang          |
| --------------- | ------------- | ---------------- | -------- | ------------- | ------------- | ------------- | ------------- | ---------------- | ---------------- | ------------- |
| Frauen          |               |                  |          |               |               |               |               |                  |                  |               |
| Nicola Rossouw  | Pool          | Chihiro Kawahara | 3:9      | ausgeschieden | ausgeschieden | ausgeschieden | ausgeschieden | ausgeschieden    | ausgeschieden    | ausgeschieden |
| Männer          |               |                  |          |               |               |               |               |                  |                  |               |
| Peter Francisco | Mixed Snooker | Soheil Vahedi    | 1:3      | ausgeschieden | ausgeschieden | ausgeschieden | ausgeschieden | ausgeschieden    | ausgeschieden    | ausgeschieden |

### Feldbogenschießen
| Athleten          | Wettbewerb    | Qualifikation | Qualifikation | 1. Runde         | 1. Runde | Achtelfinale    | Achtelfinale | Viertelfinale | Viertelfinale | Halbfinale    | Halbfinale    | Finale        | Finale        | Rang          |
| Athleten          | Wettbewerb    | Ringe         | Rang          | Gegner           | Ergebnis | Gegner          | Ergebnis     | Gegner        | Ergebnis      | Gegner        | Ergebnis      | Gegner        | Ergebnis      | Rang          |
| ----------------- | ------------- | ------------- | ------------- | ---------------- | -------- | --------------- | ------------ | ------------- | ------------- | ------------- | ------------- | ------------- | ------------- | ------------- |
| Männer            |               |               |               |                  |          |                 |              |               |               |               |               |               |               |               |
| Septimus Cilliers | Compoundbogen | 702           | 15            | Juwaidi Mazuki   | 149:147  | Mike Schloesser | 146:149      | ausgeschieden | ausgeschieden | ausgeschieden | ausgeschieden | ausgeschieden | ausgeschieden | ausgeschieden |
| Riaan Crowther    | Compoundbogen | 679           | 24            | Rodolfo Gonzalez | 143:146  | ausgeschieden   |              |               |               |               |               |               |               |               |

### Indoor-Rudern
| Athleten             | Wettbewerb                   | Zeit       | Rang |
| -------------------- | ---------------------------- | ---------- | ---- |
| Männer               |                              |            |      |
| Henk Pretorius       | 500 m Offene Gewichtsklasse  | 1:17,5 min | 11   |
| Luke Wollenschlaeger | 2000 m Offene Gewichtsklasse | 6:07,2 min | 8    |

### Kraftdreikampf
| Athleten          | Wettbewerb    | Kniebeugen (kg) | Bankdrücken (kg) | Kreuzheben (kg) | Gesamt (kg) | Punkte | Rang |
| ----------------- | ------------- | --------------- | ---------------- | --------------- | ----------- | ------ | ---- |
| Frauen            |               |                 |                  |                 |             |        |      |
| Chantelle Du Toit | Schwergewicht | 162,5           | 110,0            | 160,0           | 432,5       | 422,99 | 10   |

### Luftsport
| Athleten      | Wettbewerb | Runde 1 | Runde 2 | Runde 3 | Runde 4 | Runde 5 | Runde 6 | Runde 7 | Runde 8 | Runde 9 | Runde 10 | Runde 11 | Runde 12 | Rang |
| ------------- | ---------- | ------- | ------- | ------- | ------- | ------- | ------- | ------- | ------- | ------- | -------- | -------- | -------- | ---- |
| Männer        |            |         |         |         |         |         |         |         |         |         |          |          |          |      |
| Matteo Pagani | Swooping   | 24      | 9       | 34      | 16      | 33      | 36      | 33      | 13      | 15      | 17       | 12       | 34       | 34   |

### Muay Thai
| Athleten              | Wettbewerb | Viertelfinale     | Viertelfinale       | Halbfinale    | Halbfinale    | Finale        | Finale        | Rang          |
| Athleten              | Wettbewerb | Gegner            | Ergebnis            | Gegner        | Ergebnis      | Gegner        | Ergebnis      | Rang          |
| --------------------- | ---------- | ----------------- | ------------------- | ------------- | ------------- | ------------- | ------------- | ------------- |
| Männer                |            |                   |                     |               |               |               |               |               |
| Jarred Craig Rothwell | 67 kg      | Kazbek Sagyndykov | Niederlage durch KO | ausgeschieden | ausgeschieden | ausgeschieden | ausgeschieden | ausgeschieden |

### Rhythmische Sportgymnastik
| Athleten     | Wettbewerb | Qualifikation | Qualifikation | Finale        | Finale        | Rang |
| Athleten     | Wettbewerb | Punkte        | Platz         | Punkte        | Platz         | Rang |
| ------------ | ---------- | ------------- | ------------- | ------------- | ------------- | ---- |
| Frauen       |            |               |               |               |               |      |
| Grace Legote | Ball       | 11,800        | 20            | ausgeschieden | ausgeschieden | 20   |
| Grace Legote | Kegel      | 10,800        | 22            | ausgeschieden | ausgeschieden | 22   |
| Grace Legote | Reifen     | 11,500        | 23            | ausgeschieden | ausgeschieden | 23   |
| Grace Legote | Schleife   | 10,100        | 22            | ausgeschieden | ausgeschieden | 22   |

### Sportklettern
| Athleten          | Wettbewerb             | Qualifikation | Qualifikation | Finale        | Finale        | Rang |
| Athleten          | Wettbewerb             | Ergebnis      | Rang          | Ergebnis      | Rang          | Rang |
| ----------------- | ---------------------- | ------------- | ------------- | ------------- | ------------- | ---- |
| Männer            |                        |               |               |               |               |      |
| Adam Ludford      | Bouldern               | 0t 0b         | 12            | ausgeschieden | ausgeschieden | 12   |
| Oliver James Marx | Schwierigkeitsklettern | 9,50          | 9             | ausgeschieden | ausgeschieden | 9    |

### Tauziehen
| Wettbewerb       | Frauen Intdoor 540 kg |
| ---------------- | --- |
| Athleten         | Jancke De Wet Rene Mandy Groenewald Ane Ras Rene Ras Claudia Berna Rix Leonell Steyn Nadine Stoop Catharine Elizabeth Magda Terblanche Samantha Wilmot |
| Gruppenphase     | Chinesisch Taipeh 0:3 Schweiz 3:0 Niederlande 0:3 Irland 3:0 Volksrepublik China 0:3                                                                   |
| Halbfinale       | Chinesisch Taipeh 0:3 |
| Spiel um Platz 3 | Niederlande 3:0 |
| Platzierung      | Bronze |

### Trampolinturnen
| Athleten               | Wettbewerb | Qualifikation | Qualifikation | Finale   | Finale | Rang |
| Athleten               | Wettbewerb | Ergebnis      | Rang          | Ergebnis | Rang   | Rang |
| ---------------------- | ---------- | ------------- | ------------- | -------- | ------ | ---- |
| Frauen                 |            |               |               |          |        |      |
| Bianca Zoonekynd       | Tumbling   | 63.000        | 8             | 58.200   | 7      | 7    |
| Bianca Zoonekynd       | Doppelmini | 68.900        | 2             | 69.000   | 5      | 5    |
| Männer                 |            |               |               |          |        |      |
| Sebolai Offering Tlaka | Doppelmini | 65.700        | 7             | 57.900   | 8      | 8    |